# 東山明美
東山 明美（ひがしやま あけみ、1947年2月7日 - ）は、日本の歌手・女優。東京都八王子市出身。本名は為ヶ井 寿江（ためがい としえ）。アンテーヌ所属。

## 来歴・人物
1963年、日本テレビの音楽オーディション番組「ホイホイミュージックスクール」に出場し、合格。翌1964年10月にシングル曲「私の恋人」で日本クラウンから青春歌謡路線の歌手として17歳でデビューすると共に、テレビの公開バラエティーコント番組にもレギュラー出演。その後もテレビドラマや映画で活躍するなど、女優業にも進出した。1967年にはフジテレビのドラマ『お嫁さん』で主演デビューを果たしている。
1970年担当マネージャーと結婚。1976年離婚。一人息子がいる。
1980年代以降は演歌歌手兼女優として活動し、平成に入ってからはハトヤホテル（伊東市）や長島温泉での長期間公演、全国の歌謡イベントやデビューの節目の年のディナーショーなどを中心に、単発的なテレビドラマのゲスト出演などをこなしている。

## ディスコグラフィ

### 主なシングル
- 私の恋人 / 希望の小鳩（1964年、クラウン）
- お日さまお早うございます（1965年、クラウン）
- ありがとうさようなら / そのなかの一人（1965年、クラウン）
- 明日子ちゃんと今日子ちゃん / 恋のお手伝い（1965年、クラウン）
- 風の中をひとり / 女の子だもん（1965年、クラウン）
- アイヨママ / 十八才の誕生日（1965年、クラウン）
- 我が家はたのしい汽車ポッポ / しあわせの羽根（1965年、クラウン）
- ユミのうた（1966年、クラウン）※『戦え!オスパー』エンディング曲
- ちいさな歌 / 見つめてほしいの（1966年、クラウン）
- そよ風通り三番地 / にんじんのしっぽ（1966年、クラウン）
- 恋の小鳥（1966年、クラウン）
- 私って子供ね / ごきげんいかが（1967年、クラウン）※主演ドラマ『お嫁さん』主題歌
- 愛の願い / 私を許して（1968年、クラウン）
- ふたりの宿（1984年、クラウン）※神戸一郎とのデュエット曲
- 夫婦唄 / 夫婦唄 女房篇（1985年、ビクター）※作曲家・花笠薫とのデュエット
- 夫婦ちょうちん / 倖せめぐり（1987年、ビクター）
- グッバイ さよなら いい女 / 北へ北へ（1989年、ビクター）
- 春女房 / 酔っぱらい小唄（1994年、キングレコード）

## 出演

### テレビドラマ
- スチャラカ社員（ABC） - 事務員（三代目） ※レギュラー
- てなもんや三度笠（ABC） ※準レギュラー
- 009!!大あばれ、とんま天狗（1965年、YTV）
- 日産スター劇場（YTV）
  - 乗っ取るで!!（1966年）
  - しあわせ作戦（1966年）
  - 除夜の鐘よバラ色に鳴れ（1967年）
  - しあわせだ!おかあちゃん（1968年）
  - 恋人の住む町で（1968年）
- いかすぜ珍商売 第128回「待ってました」（1966年、CX）
- 青い山脈（1966年、NTV / 松竹テレビ室）
- 夫婦百景 第364回「離婚式」（1966年、NTV）
- ブラザー劇場 / 新吾十番勝負（1966 - 1967年、TBS） - 鷹司道子
- お嫁さん 第2シリーズ（1967年、CX） - 主演・北野道子
- 文五捕物絵図（1967 - 1968年、NHK） - おはつ
- 青春（1967年、CX）
- 風（1967 - 1968年、TBS / 松竹） - 蘭学者の孫娘・早苗
- 大奥 第1 - 3話（1968年、KTV / 東映） - お美濃
- 特別機動捜査隊 第357話「情炎譜」（1968年、NET / 東映）
- 妻なればこそ（1968年、TBS）
- 丸太と包丁（1968年 - 1969年、NTV / 松竹） - 百合江
- 銭形平次（大川橋蔵版）（CX / 東映）
  - 第143話「いれずみ者」（1969年） - お照
  - 第235話「河内念仏」（1970年） - おもん
- ひげとたんぽぽ（1969年、NTV / 松竹テレビ室）
- あゝ忠臣蔵 第36話「討入り前夜」（1969年、KTV / 東映） - すぎ
- 東京バイパス指令 第60話「もう一つの顔」（1969年、NTV / 東宝 / 国際放映）
- プレイガール 第40話「勇み肌芸者衆」（1970年、12CH / 東映）
- 大坂城の女 第7話、第8話（1970年、KTV / 東映） - ゆきえ
- 素浪人 花山大吉 第61話「姐ちゃんヤクザは凄かった」（1970年、NET / 東映） - お花
- コント55号60分一本勝負 第2回「青森行鈍行列車は行く」（1970年、NET）
- 木下恵介アワー / あしたからの恋（1970年、TBS / 松竹） - 中川綾子
- 江戸川乱歩シリーズ 明智小五郎 第23話「紅い血をなめる女たち」（1970年、12CH / 東映）
- 新三匹の侍 第13話「何処へ行くのか獣道」（1970年、CX / 松竹） - お袖
- 遠山の金さん捕物帳　第1話「待てなかった女」　(1970年、東映/NET) - お京
- 闘魂（1970年 - 1971年、NTV / 松竹）
- 恋愛術入門 第13回「恋愛泥棒」（1971年、TBS / 国際放映） - 白石雅子
- 旗本退屈男 第5話「百化け河岸」（1970年、CX / 東宝）
- 二人の素浪人 第7話「闇を裂く隠密二代」（1972年、CX / 東映）
- 土曜グランド劇場 / 花婿の父（1973年、NTV）
- 破れ傘刀舟悪人狩り 第55話「いのちの絶唱」（1975年、NET / 三船プロダクション）
- 夜明けの刑事 第46話「行先のない救急車!!」（1975年、TBS / 大映テレビ）
- Gメン'75　第177話「結婚と離婚」（1978年、TBS）−浅井悠子（末娘）
- ライオン奥様劇場（CX）
  - ぼくどうしたらいいの（1978年） - 主演
  - 母さんの愛が聞こえる（1979年）
  - ひまわり戦争（1980年）
  - 夫婦さかさま（1982年） - 主演
- 新五捕物帳 第93話「大江戸初春侍小僧」（1980年、NTV / ユニオン映画）
- 新・必殺仕事人 第13話「主水 体を大切にする」（1981年、ABC / 松竹） - お光
- 鬼平犯科帳（萬屋錦之介版） 第2シリーズ 第21話「おれの弟」（1981年、ANB / 東宝） - お市
- 斬り捨て御免! 第2シリーズ 第24話「死を呼ぶ子守唄」（1981年、TX / 歌舞伎座テレビ）
- お命頂戴!（1981年、TX / 歌舞伎座テレビ） - 町医者・植村利絵
- 土曜ワイド劇場（ANB）
  - 江戸川乱歩の美女シリーズ17「天国と地獄の美女 江戸川乱歩のパノラマ島奇譚」（1982年）
  - 牟田刑事官事件ファイル3「見合い旅行殺人事件」（1985年）
  - 終着駅シリーズ9「駅・牛尾刑事、涙の捜査行」（1998年） - 土産物屋の女主人
- ロボット8ちゃん 第24話「スター誕生ロボットバンド」（1982年、CX / 東映）
- 火曜サスペンス劇場（NTV）
  - 松本清張の花氷（1982年）
  - 遺された妻の疑惑（1983年）
  - 神の怒色（1984年）
  - 裏切りのフィナーレ（1984年）
  - 六月の花嫁3「結婚写真」（1991年）
  - 森村誠一の共犯の瞳（1992年）
  - 犯罪心理分析官3「無差別に放火する犯人の心に迫れないプロファイルの限界」（1997年）
  - 身辺警護9「女神湖に沈められた20キロの鉛」（2001年） - 青木医院の婦長
  - 新・女検事 霞夕子20「夏の記憶」（2003年）
  - 四国八十八か所逃亡巡礼（2004年） - 弁当屋・春子
- 大岡越前 第6部 第12話「盗っ人の託した赤ん坊」（1982年、TBS / C.A.L） - おせん
- 特捜最前線（ANB / 東映）
  - 第270話「赤い髪の女!」（1982年）
  - 第294話「母のメロディーが聞こえた!」（1983年）
- バッテンロボ丸（1983年、CX / 東映）
- ペットントン（1983年、CX / 東映）
- ザ・サスペンス / 黒白の旅路（1983年）
- ちびっ子かあちゃん（1983年、TBS） - 良夫の母
- 西部警察 PART-III 第28話「大将と二等兵」（1983年、ANB / 石原プロモーション） - 鈴木刑事の妻
- ペットントン 第10話「ある日突然ガリ勉生物」（1983年、CX / 東映）
- 月曜ドラマランド / 長谷川町子のいじわる看護婦スペシャル4（1983、CX）
- 燃えて散る 炎の剣士 沖田総司（1984年、NTV / 三船プロダクション）
- 夫婦ねずみ今夜が勝負!（1984年、TX）
- 水曜ドラマスペシャル / 夫婦の記憶 私の子はいじめっ子?（1985、TBS）
- 木曜ドラマストリート / 帰って来た桃尻娘（1986年、CX / ニュー・センチュリー・プロデューサーズ）
- 月曜・女のサスペンス / 列島縦断事件シリーズ「北九州・洞海湾に立つ女」（1991年、TX）
- 僕らに愛を! 第1話、第5話（1995年、CX） - 奥野洋子
- 金曜エンタテイメント（CX）
  - ざけんなョ!!9「私を旅行に連れてって!?」（1995年）
  - 将棋人・駒田平次 人情事件簿（1998年） - 助産婦・徳子
  - 温泉名物女将!湯の町事件簿3（2003年）
  - 温泉名物女将!湯の町事件簿6（2006年） - 柴田文江
- ドラマ新銀河（NHK）
  - 時の王様〜旅館菊川の置時計〜（1996年） - 旅館の女将・富子
  - 素敵に女ざかり2（1998年） - 太田雅子
- 理想の結婚（1997年、TBS）
- 花王愛の劇場（TBS）
  - 天までとどけ7（1998年） - 金子英里子
  - またのお越しを 第26 - 30話（2003年） - 重森君恵
  - 結婚式へ行こう! 第9話、第10話（2006年）
- 仮面ライダークウガ 第15話、第16話（2000年、ANB / 東映） - 一条薫の母親・民子
- 金曜特別ロードショー / 刑事（2000年、CTV・NTV） - 八神光司の母・明子
- 嫁はミツボシ。 第1話「ビューティフルワイフ」（2001年、TBS） - 新庄加代子
- 女と愛とミステリー（TX）
  - 骨壺を抱く二人の女（2001年） - 平山治子
  - 和泉教授夫妻シリーズ3「夏泊殺人岬」（2003年） - 秀山文代
- 月曜ミステリー劇場（TBS）
  - 西村京太郎サスペンス 十津川警部シリーズ24「伊豆の海に消えた女」（2002年） - 旅館の女将
  - 万引きGメン二階堂雪8「絆」（2002年） - 弁護士・今野芳江
- 初体験 第10話、第11話（2002年、CX）
  - 火曜サスペンス劇場 「女検事・霞夕子20」（2003年） - 大庭邦子
- 金曜時代劇 / 人情とどけます 江戸・娘飛脚 第6話、第8話（2003年、NHK） - 足袋屋の女将
- 貫太ですッ! 第3話、第7話、第8話（2003年、CX） - 幼稚園の園長
- 君が想い出になる前に 第5話、第7話、第8話（2004年、CX） - 結城康代
- にんげんだもの 相田みつを物語（2004年、EX） - 平賀節子 ※テレビ朝日開局45周年記念ドラマスペシャル
- 水戸黄門 第35部 第12話「初春!意地の味比べ（八代）」（2006年、TBS / C.A.L） - 不知火堂の女将・おもん
- 医龍-Team Medical Dragon- 第1話「神の手を持つ男」（2006年、CX）
- NHK連続テレビ小説 / 純情きらり 第149話（2006年、NHK） - 料亭の女将
- 麗わしき鬼（2007年、CX） - 眉川房子
- だいすき!! 第8話「ウチにおいでよ!」（2008年、TBS）
- 新・科捜研の女 第7話「もう一つのDNA鑑定!誘拐犯s警察犬」（2008年、EX / 東映） - 青枝由紀子
- 探偵Xからの挑戦状! Season1 第7回「石田黙のある部屋」（2009年、NHK） - 星野春江
- 月曜ゴールデン / 湯けむりバスツアー 桜庭さやかの事件簿3（2011年、TBS） - 北川和枝
- 恋愛検定 第2話（2012年、NHK BSプレミアム） - 鍋島のおばさま
- 金曜プレステージ / 所轄刑事8（2013年、CX） - 旅館の女将
- トクボウ 警察庁特殊防犯課 第6話「警察の闇が動き出す!?」（2014年、YTV） - 伊達雪乃 役
- そこをなんとか（2014年） - 近田ヨリ子 役
- やすらぎの刻〜道（2019年、テレビ朝日） - 米倉トメ 役
- スカム 第4、第8話（2019年、MBS） - 吾妻美咲の祖母 役
- 相棒 Season21 第8話（2022年12月7日、テレビ朝日） - 水城はつ 役

### 映画
- 可愛いあの娘（1965年、東映） - 栄子
- この虹の消える時にも（1966年、日活） - 飯島真理
- われらの友情（1966年、ワールド・プロ） - 岩崎美佐子
- スチャラカ社員（1966年、松竹）
- 進め!ジャガーズ 敵前上陸（1968年、松竹） - スチュワーデス
- 産業スパイ（1968年、東映） - 安子
- 日本暗殺秘録（1969年、東映） - 銭湯の番台娘
- 初めての旅（1971年、東宝） - 歌手
- 哀しい気分でジョーク（1985年、松竹）
- おと・な・り（2009年、ジェイ・ストーム）
- EKOEKO AZARAK エコエコアザラク（2001年、ギャガ・コミュニケーションズ / 東映ビデオ） - 花沢里子
- トテチータ・チキチータ（2012年、テクノストレス）
- 海よりもまだ深く（2016年、ギャガ） - 森
- 痛くない死に方（2021年、渋谷プロダクション）

### その他のテレビ番組
- ホイホイ・ミュージック・スクール（1963年、NTV）
- 青春歌謡ショー（1965年、YTV）
- ドリフターズドン!（1967年4月 - 9月、TBS）
- どんなもんだショー（1966年 - 1967年、NET） - 司会
- あなたのスタジオ（12CH） - 司会
- 顔のない音楽会（1985年、CX） - 司会
- 今夜は!!（2001年11月、NHK） - レギュラーコメンテーター
- 新春スペシャル歌謡祭・青春よ、ふたたび〜団塊の世代への応援歌（2007年、TX）

### 舞台
- 若衆笠
- 猫とかつを節
- 歓喜の歌 - よろこびのうた -（2010年、演出：是枝正彦、前進座劇場） - 明子